# Murud (ort i Indien)
Murud är en ort i Indien.   Den ligger i distriktet Raigarh och delstaten Maharashtra, i den sydvästra delen av landet, 1 200 km söder om huvudstaden New Delhi. Murud ligger 14 meter över havet och antalet invånare är 12 665.
Terrängen runt Murud är kuperad österut, men västerut är den platt. Havet är nära Murud åt sydväst. Runt Murud är det ganska tätbefolkat, med 155 invånare per kvadratkilometer. Det finns inga andra samhällen i närheten.